# RDH11
RDH11 (англ. Retinol dehydrogenase 11 (all-trans/9-cis/11-cis)) – білок, який кодується однойменним геном, розташованим у людей на короткому плечі 14-ї хромосоми. Довжина поліпептидного ланцюга білка становить 318 амінокислот, а молекулярна маса — 35 386.
| 10         |  | 20         |  | 30         |  | 40         |  | 50         |
| ---------- |  | ---------- |  | ---------- |  | ---------- |  | ---------- |
| MVELMFPLLL |  | LLLPFLLYMA |  | APQIRKMLSS |  | GVCTSTVQLP |  | GKVVVVTGAN |
| TGIGKETAKE |  | LAQRGARVYL |  | ACRDVEKGEL |  | VAKEIQTTTG |  | NQQVLVRKLD |
| LSDTKSIRAF |  | AKGFLAEEKH |  | LHVLINNAGV |  | MMCPYSKTAD |  | GFEMHIGVNH |
| LGHFLLTHLL |  | LEKLKESAPS |  | RIVNVSSLAH |  | HLGRIHFHNL |  | QGEKFYNAGL |
| AYCHSKLANI |  | LFTQELARRL |  | KGSGVTTYSV |  | HPGTVQSELV |  | RHSSFMRWMW |
| WLFSFFIKTP |  | QQGAQTSLHC |  | ALTEGLEILS |  | GNHFSDCHVA |  | WVSAQARNET |
| IARRLWDVSC |  | DLLGLPID   |  |            |  |            |  |            |

A: Аланін

C: Цистеїн

D: Аспарагінова кислота

E: Глутамінова кислота

F: Фенілаланін

G: Гліцин

H: Гістидин

I: Ізолейцин

K: Лізин

L: Лейцин

M: Метіонін

N: Аспарагін

P: Пролін

Q: Глутамін

R: Аргінін

S: Серин

T: Треонін

V: Валін

W: Триптофан

Кодований геном білок за функцією належить до оксидоредуктаз. 
Задіяний у таких біологічних процесах, як ацетилювання, альтернативний сплайсинг. 
Білок має сайт для зв'язування з НАДФ. 
Локалізований у мембрані, ендоплазматичному ретикулумі.